# Affare Kansk
L'affare Kansk (in russo: Канское дело) o l'affare degli adolescenti di Kansk (in russo: дело канских подростков) è un caso criminale occorso nella città russa di Kansk, dove il 6 giugno 2020 gli agenti dell'FSB hanno rintracciato e arrestato tre ragazzi di 14 anni mentre stavano affiggendo volantini politici, che le autorità accusarono di essere una cellula terroristica anarchica. Una delle prove del caso sono le azioni dei ragazzi nel videogioco Minecraft, dove costruirono un edificio virtuale dell'FSB che poi fecero esplodere nel gioco.

## Sfondo
All'inizio di giugno 2020, i tre ragazzi di 14 anni stavano affiggendo manifesti di protesta politica chiedendo la scarcerazione di Azat Miftakhov, studente di dottorato in matematica dell'Università statale di Mosca e attivista politico anarchico. Avevano affisso alcuni manifesti sul muro esterno dell'edificio locale del Servizio di Sicurezza Federale.

## Procedimento penale
Quando i ragazzi furono inizialmente arrestati il 6 giugno, gli agenti dell'FSB sequestrarono i loro telefoni, li interrogarono brevemente e li rilasciarono. Dopo aver esaminato più attentamente i telefoni dei ragazzi l'FSB convocò i ragazzi il giorno seguente e li interrogò a lungo.
Due dei ragazzi, Denis Mikhailenko e Bogdan Andreyev, hanno ammesso la loro colpevolezza e sono stati rilasciati agli arresti domiciliari. Il terzo ragazzo, Nikita Uvarov, si è dichiarato innocente ed è stato incarcerato.
Nel novembre 2020, l’accusa penale è stata aggravata a organizzazione di gruppo terroristico.
Quella che per il governo era una prova importante, è stato il videogioco Minecraft per ragazzi, in cui crearono un edificio virtuale dell'FSB che facevano esplodere nel gioco.
I ragazzi rischiano una proroga fino a 10 anni di prigione in base alle accuse attuali.
Il 9 marzo 2021, la Novaya Gazeta ha riferito che il Comitato investigativo russo ha ritirato l'accusa penale più grave contro i tre ragazzi. Tuttavia, l’accusa originaria contro i ragazzi, presentata nel giugno 2020, di addestramento per un’attività terroristica, rimane in vigore.
Due dei ragazzi, ossia quelli che avevano confessato durante il loro arresto iniziale nel giugno 2020, si sono poi rifiutati di rispondere ad ulteriori domande che gli inquirenti hanno posto loro nel marzo 2021.
Nel maggio 2021, Uvarov è stato rilasciato, dopo che un tribunale del territorio di Krasnoyarsk ha ritenuto illegale la sua detenzione preventiva reiterata, ma le accuse penali a suo carico restano pendenti.
Il 4 agosto 2021 è iniziato a Kansk il processo ai tre adolescenti. La giurisdizione non ha interessato un tribunale civile ma dal 1º tribunale distrettuale militare orientale.
Il 10 febbraio 2022, Nikita Uvarov, 16 anni, è stato condannato a cinque anni di carcere con l'accusa di "addestramento terroristico". Per la collaborazione con gli inquirenti, altri due imputati sono stati scagionati dalle accuse penali, ma comunque condannati a pene sospese.
E arriviamo così al gennaio 2023, quando la Corte Suprema della Russia ha confermato la condanna a cinque anni di carcere contro Nikita Uvarov.

## Reazioni
Diversi organi di informazione russi hanno criticato l'azione penale nei confronti dei ragazzi, definendola crudele ed eccessiva.

## Riferimenti
1. ↑  (EN) Ethan Shone, Three Russian teenagers face prison on terror charges related to playing video game Minecraft - here’s what happened, in Yorkshire Evening Post, 9 dicembre 2020. URL consultato il 17 giugno 2025 (archiviato il 14 febbraio 2021).
2. ↑  (RU) Igor Zalyubovin, Канские львы. Как 14-летние сибирские школьники наклеили листовки на здание ФСБ и стали террористами [Kansk Lions: come degli studenti siberiani di 14 anni hanno attaccato volantini sulla sede dell'FSB e sono diventati terroristi], in BAZA, 24 novembre 2020. URL consultato il 17 giugno 2025 (archiviato il 25 febbraio 2022).
3. ↑  (RU) Канских подростков обвиняют в организации террористической группы [Adolescenti di Cannes accusati di aver organizzato un gruppo terroristico], in ДЕЛА. URL consultato il 17 giugno 2025 (archiviato dall'url originale il 5 dicembre 2024).
4. ↑   Marc Bennetts,  https://www.thetimes.com/uk/politics/article/russian-boys-accused-over-minecraft-video-game-j0df8jmct.
5. ↑   Ethan Shone,  https://www.msn.com/en-gb/news/world/three-russian-teenagers-face-prison-on-terror-charges-related-to-playing-video-game-minecraft-heres-what-happened/ar-BB1bMjh8.
6. ↑   Alexei Tarasov,  https://novayagazeta.ru/articles/2021/03/09/zabralo-sorvalo.
7. ↑   Alexei Tarasov,  https://novayagazeta.ru/articles/2021/03/23/glinianyi-pulemet.
8. ↑   Copia archiviata. URL consultato il 21 aprile 2025 (archiviato dall'url originale il 30 settembre 2022).
9. ↑   Alexei Tarasov,  https://novayagazeta.ru/articles/2021/08/04/ivan-ilich-prozhil-dovolno-bessmyslennuiu-zhizn.
10. ↑   https://www.theguardian.com/world/2022/feb/10/russian-teenager-nikita-uvarov-jailed-over-minecraft-plot-to-blow-up-virtual-spy-hq.
11. ↑   https://thecrimereport.org/2023/01/17/russian-supreme-court-reaffirms-five-year-sentence-for-teen-in-minecraft-digital-terrorism-case/.